# Just Like Vinyl
Just Like Vinyl — американская рок-группа, которая образовалась в 2010 году в Вашингтоне. Группа основана Томасом Эраком, после распада The Fall of Troy.

## История
Слухи о новом проекте Томаса Эрака возникли, когда его предыдущая группа The Fall of Troy распалась в начале 2010 года. Он сформировал новую группу с Джейем Биманом, который был барабанщиком первой группы Томаса — Tribune, а также ранее был участником Red Museum и Schoolyard Heroes. Джейк и Генри тоже присоединились к ним и группа быстро начала заниматься записью нового материала. Информация о процессе записи группы публиковалась Томасом в Twitter. Первый концерт был дан 16 июня 2010 года в Сиэтле, а процесс записи альбома начался 2 августа. Первой официально опубликованной песней стала «Death of the sheep».

## Музыкальный стиль
Эрак называет музыку Just Like Vinyl «explosive guitar wild rock» с скримом и чистым вокалом. В музыке можно встретить элементы пост-хардкора, прогрессивного рока, нойз-рока и экспериментального рока. Многие слушатели часто сравнивают Just Like Vinyl с последним альбомом The Fall of Troy — «In the unlikely event» (2009).

## Состав
- Thomas Erak — вокал, гитара
- Jake Carden — гитара, бэк-вокал
- Henry Batts — бас-гитара
- Jay Beaman — ударные

## Дискография

### Альбомы
- 2010 — «Just Like Vinyl»
- 2012 — «Black Mass»